# Aurich (distrito)
Aurich é um distrito (Kreis ou Landkreis) da Alemanha localizado no estado de Baixa Saxônia.

## Cidades e municípios
| cidades                                      | municípios (livres)                                                                                       |
| 1. Aurich 2. Norden 3. Norderney 4. Wiesmoor | 1. Baltrum 2. Dornum 3. Großefehn 4. Großheide 5. Hinte 6. Ihlow 7. Juist 8. Krummhörn 9. Südbrookmerland |

| Samtgemeinden                                                                                  | Samtgemeinden                                                          |
| ---------------------------------------------------------------------------------------------- | ---------------------------------------------------------------------- |
| 1. Brookmerland 1. Leezdorf 2. Marienhafe1 3. Osteel 4. Rechtsupweg 5. Upgant-Schott 6. Wirdum | 2. Hage 1. Berumbur 2. Hage1 3. Hagermarsch 4. Halbemond 5. Lütetsburg |
| 1sede do Samtgemeinde                                                                          |                                                                        |